# Carles Canut
Carles Canut i Bartra (Gerri de la Sal, Lérida; 23 de septiembre de 1944-Ibidem, 27 de septiembre de 2018) fue un actor español.

## Biografía
Comenzó su carrera artística en 1963. Desde ese momento realizó cien estrenos y cerca de siete mil funciones. Fue subdirector del grupo de teatro Rajatabla del Ateneo de Caracas, con el que recorrió veintiún países, y cofundador de GOGO Teatro Experimental Independiente, que funcionó entre 1963 y 1965.
Hizo teatro, cine, doblaje y televisión. Apareció en series de TV3 como Lo Cartanyà (2006), Plats bruts (1999) y Vostè jutja (1985), donde interpretaba al personaje "Rafeques", que le dio gran popularidad.
Fue miembro titular de la Compañía del Teatro Romea y director adjunto de la Fundación Romea para las Artes Escénicas hasta que fue nombrado director, en sustitución de Miquel Lumbierres.
Gran aficionado al fútbol, concretamente al R.C.D Español, era estrecho colaborador del diario deportivo Marca, donde escribía en la última página de la sección de Espanyol.
Falleció a consecuencia de un cáncer.

## Premios y reconocimientos
- Premio Max al mejor actor de reparto por Plataforma (2008).[4]
- Gran Cruz de Sant Jordi (2016)

## Trayectoria

### Teatro

#### 1963-1970 (España)
- Telarañas, de Carlos Muñiz, dirección de Santiago Sans
- La cantante calva, de Ionesco, dirección de Julio César Mármol
- La hermosa gente, de William Saroyan, dirección de Santiago Sans
- Terror y miseria del Tercer Reich, de Bertolt Brecht, dirección de Josep Mª Servitje
- El ensayo y el amor castigado, de Jean Anouilh, dirección de Santiago Sans
- Nuestra ciudad, de Thornton Wilder, dirección de Santiago Sans
- El detenido, de Luciano Castañón, dirección de Georgina Cisquella
- La marquesa Rosalinda, de Valle-Inclán, dirección de Alberto Miralles
- J.B., de Archibald MacLeish, dirección de Santiago Sans
- El tintero, de Carlos Muñiz, dirección de Santiago Sans
- Hughie, de Eugene O'Neill, dirección de Santiago Sans
- El portero, de Harold Pinter, dirección de Santiago Sans
- Los acreedores, de Strindberg, dirección de Pere Pastor
- Historias para ser contadas, de Osvaldo Dragún, dirección de Hermann Bonnín
- El matrimonio del Sr. Mississippi, de Friedrich Dürrenmatt, dirección de Santiago Sans
- El mono velludo, de Eugene O'Neill, dirección de Santiago Sans
- Woyzeek, de Georg Büchner, dirección de Lluís Cabrera
- Asalto nocturno, de Alfonso Sastre, dirección de Mario Gas
- Los cuernos de don Friolera, de Valle-Inclán, dirección de Gustavo A. Hernández
- La buena persona de Sezuan, de Bertolt Brecht, dirección de José Monleón
- A Electra le sienta bien el luto, de Eugene O'Neill, dirección de José Monleón
- La puta respetuosa, de Jean Paul Sartre, dirección de Adolfo Marsillach
- Amics i coneguts, cuentos y poemas catalanes, dirección de José Monleón
- Después de la caída, de Arthur Miller, dirección de Adolfo Marsillach
- Águila de blasón, de Valle-Inclán, dirección de Adolfo Marsillach
- Tiempo del 98, de Juan Antonio Castro, dirección de A. Malonda
- César y Cleopatra, de Bernard Shaw, dirección de Adolfo Marsillach
- Bris College K, dirección de Daniel Bohr
- El Deseo atrapado por la cola, de Pablo Picasso, dirección de Daniel Bohr
- Cara de plata, de Valle-Inclán, dirección de Josep Mª Loperena
- La casa de las chivas, de Jaime Salom, dirección de Josep Mª Loperena
- El castigo sin venganza, de Lope de Vega, dirección de Josep Mª Loperena
- La estrella de Sevilla, de Andrés de Claramonte, dirección de González Vergel
- Fuenteovejuna, de Lope de Vega, dirección de Guerrero Zamora

#### 1973-1983 (Venezuela)
- El testamento del perro, adaptación de José Ignacio Cabrujas, dirección de Álvaro de Rossón
- Pobre negro, de Arturo Uslar Pietri, dirección de Román Chalbaud
- El círculo, de Edilio Peña, dirección de Álvaro de Rossón
- La caída de la Casa Usher, de Edgar Allan Poe, dirección de Román Chalbaud
- Un hombre es un hombre, de Bertolt Brecht, dirección de Álvaro Rossón
- Romeo y Julieta, de Shakespeare, dirección de Álvaro de Rossón
- Luve-Amur, de Shisgall-Santana, dirección de Álvaro de Rossón
- Boves el Urogallo, de Francisco Herrera Luque, dirección de Román Chalbaud
- La empresa perdona un momento de locura, de Rodolfo Santana, dirección de Álvaro Rossón
- La muerte de Alfredo Gris, de Santana, dirección de Carles Canut

- Divinas palabras, de Valle-Inclán, dirección de Carlos Giménez
- El señor Presidente, de Miguel Ángel Asturias, dirección de Carlos Giménez
- El candidato, versión teatral de El menú, de Enrique Buenaventura, dirección de Carlos Giménez
- El día que dejó de llover, versión teatral de A la diestra de Dios Padre, de Buenaventura, dirección de Carlos Giménez
- Trago largo, de Larry Herrera, dirección de Carlos Giménez
- La muerte de García Lorca, de J.A. Rial, dirección de Carlos Giménez
- Martí, la palabra, guion de Ethel Dahbar sobre poemas de José Martí, dirección de Carlos Giménez
- Bolívar, de J.A. Rial, dirección de Carlos Giménez
- Bodas de sangre, de García Lorca, dirección de Carlos Giménez
- Petra regalada, de Antonio Gala, dirección de Manuel Collado
- El alcalde de Zalamea, de Pedro Calderón de la Barca, dirección de F. Fernán Gómez

#### 1983 en adelante (España)
- La tempestad, de Shakespeare, dirección de Jorge Lavelli
- L'òpera de tres rals, de Bertolt Brecht, dirección de Mario Gas
- Ciudadano Ruiz, de Pedro Ruiz, dirección de Pedro Ruiz
- Emigrats, de Slawomir Mrozek, dirección de Josep Torrens
- Fedra, de Racine, dirección de Esteve Polls
- La mort, de Woody Allen, dirección de Enric Flores
- No et vesteixis per sopar, de Marc Camoletti, dirección de Ricard Reguant
- Pel davant i pel darrera, de Michael Frayn, dirección de Mario Gas
- Catalans salvatges, dirección de Carles Canut
- Sopar a quatre mans, de Paul Bähr, dirección de J.A. Ortega
- Ai, doctor, quina neurosis, de Joe Orton, dirección de Mario Gas
- Vador, de Josep Maria Muñoz Pujol, dirección de Joan Ollé
- Trampa para pájaros, de Alonso de Santos, dirección de Gerardo Malla
- Diàleg en re major, de Javier Torneo, dirección d'Ariel García Valdés
- Las mujeres sabias, de Molière, dirección de R. Novell
- Una lluna per a un bord, de Eugene O'Neill, dirección de G. Malla
- Marina, de I. García Barba, dirección de Calixto Bieito
- El rei Joan, de Shakespeare, dirección de Calixto Bieito
- Galileo Galilei, de Bertolt Brecht, dirección de Calixto Bieito
- El florido pensil, de Guillem J. Graells, dirección de Fernando Bernués
- La verbena de la paloma, de Tomás Bretón, dirección de Calitxo Bieito
- Company, d'Stephen Sondheim, dirección de Calitxo Bieito
- La tempestad, de Shakespeare, dirección de Calitxo Bieito
- Un sopar amb els clàssics, textos catalanes, dirección de J.A. Rechi
- Woyzeck, de Georg Büchner, dirección de Àlex Rigola
- Terra Baixa, de Àngel Guimerà, dirección de F. Madico
- Macbeth, de Shakespeare, dirección de Calitxo Bieito
- Tots eren fills meus, de Arthur Miller, dirección de F. Madico
- Orfeu als inferns, de Offenbach, dirección de J.A. Rechi
- Mestres antics, de Thomas Bernhard, dirección de Xavier Albertí
- El rei Lear, de Shakespeare, dirección Calitxo Bieito
- La ópera de cuatro cuartos, de Brecht, dirección de Calitxo Bieito
- El botxí, de L. Balada, dirección de G. Tambascio
- Salms del Rei David, Orquesta sinfónica Julià Carbonell
- La vida por delante, de R. Gari, dirección de Josep Maria Pou
- Plataforma, de M. Houellebecq, dirección de Calitxo Bieito
- Feste-Celebració, de Thomas Vinterberg, dirección de Josep Galindo
- Peer Gynt, de Henrik Ibsen, dirección de Calitxo Bieito
- Tirant lo Blanc, de Joanot Martorell, dirección de Calitxo Bieito
- Mama medea, de Tom Lanoye, dirección de Magda Puyo
- Truca un inspector, de J.B. Priestley, dirección de Josep Maria Pou
- Los troyanos, de Eurípides, dirección de Mario Gas
- Burundanga, de Jordi Galceran, dirección de Jordi Casanovas
- Crimen perfecto, de Frederick Knott, dirección de Carles Canut
- Geografia d'Espriu, de Salvador Espriu, dirección de Lluí Cabrera
- Sí, primer ministre, dirección de Abel Folk
- 1984, de Georges Orwell, dirección de Victor Álvaro
- Tortugas, de Claudia Cedó, dirección de Claudia Cedó
- L'hort de les oliveres, de Narcís Comadira, dirección de Xavier Albertí
- Sócrates, de Mario Gas, dirección de Mario Gas

### Cine
- Negro Buenos Aires (2010)
- Don Jaume, el conquistador (1994)
- Makinavaja, el último choriso (1992)
- El aire de un crimen (1988)
- La ràdio folla (1986)
- El caballero del dragón (1985)
- Sagrado y obsceno (1975)

### Televisión
- Cuéntame cómo pasó (2015-2016)
- Vicente Ferrer (2013)
- El retaule del flautista (2012)
- Hermanos y detectives 
  - El profesional (2007)
- Quart 
  - Manada de lobos (2007)
- Lo Cartanyà (2005-2007)
- Plats bruts (1999-2002)
- L'estratègia del cucut (2000)
- El comisario
  - El diablo en el cuerpo (2000)
- Quai n° 1 
  - Un mort en trop (1999)
- La memòria dels Cargols
  - La Guineu (1999) ... Coronel Rochefort
- Estació d'enllaç (1995-1997)
- La barberia (1993-1996)
- Marina (1995)
- Farmacia de guardia 
  - No te bebas la vida (1995)
- No et vesteixis per sopar (1994)
- Bon any (... i ara, què?) (1993)
- Agència de viatges (1993)
- Bala perduda (1991)
- Sopar a quatre mans (1991)
- La Mirandolina (1990)
- Emigrants (1990)
- Brigada Central 
  - Desde el pasado (1990)
- Primera función
  - Café del Liceo (1989)
- Crònica negra
  - Qüestió personal (1989)
- 13 x 13 
  - Tobiada (1988)
- Vostè jutja (1985-1987)
- Galeria oberta 
  - Fedra (1986)
- La huella del crimen
  - El caso del cadáver descuartizado (1985)
- Ahí te quiero ver (1985)
- Tripijocs 
  - Capgrossos i gegants (1984)
- Telegaseta de Catalunya (1984)